# Panik Records
Panik Records, es una compañía discográfica fundada en 2011, miembro del grupo Panik Entertainment Group LTD, y tiene su sede en Atenas, Grecia.
Panik Records se centra en los siguientes géneros: Pop, Dance, R&B y Hip-Hop.

## Artistas
Algunos artistas de Panik Records son:
- Eleni Foureira
- Nikos Sioukiouroglou (PANIK PLATINUM)
- Anna Vissi
- Playmen
- Midenistis
- Demy
- DJ KAS
- OGE
- Thomai Apergi
- EPSILON
- Riskykidd
- Snik
- DJ Young
- Courtney Parker
- Lunatic
- Alex León
- Marios Brasil ( exmiembro)
- Stelios Legakis
- Josephine
- Freaky Fortune
- Boys and Noise
- Josephine
- Helena Paparizou

- Datos: Q12871969